# موتور مهراب (کورین، دو)
موتور مهراب یا شیرمحمد روستایی در دهستان شورو بخش کورین شهرستان زاهدان استان سیستان و بلوچستان ایران است.

## جمعیت
بر پایه سرشماری عمومی نفوس و مسکن در سال ۱۳۹۵ جمعیت این روستا ۲۳۷ نفر (۶۵خانوار) بوده‌است.